# کلروبنزیلات
کلروبنزیلات (به انگلیسی: Chlorobenzilate) یک ترکیب شیمیایی با شناسه پاب‌کم ۱۰۵۲۲ است. شکل ظاهری این ترکیب، جامد زرد کمرنگ است.